# 墓道
墓道是坟墓所建筑的道路。可分为陵园地面道路、地下墓室道路两类。
东亚陵园地面道路或称为神道，解释为神行之道。在中国建筑传统中有一定等级和规制。

## 中国
汉朝帝王陵墓地面道路称谓有神道（羡道）、徼道（交道）、司马门道。当代学者刘庆柱、李毓芳解释，神道为“与帝陵四条羡道相连接的地面上的道路”。神道宽百米，“建石柱以为标”，不容任何人侵占。神道外有壖地，禁止他人入葬。有四条神道与墓园的四座司马门相对，又称司马门道、司马道。两汉时，神道为帝陵建筑组成部分，诸侯王多有效仿、僭越:52—53。
当代研究者认为，汉代所称“徼道”通“交道”，位于墓冢之外。后世或有变更。葛洪《抱朴子》所称徼道，则是墓中回廊。当代研究者对汉代所称司马门道的定义有不同解释。除刘庆柱、李毓芳认为司马门道与神道是一道两名外，焦南峰等认为司马门道距帝陵有一定距离，两侧多有陪葬墓。司马门道应指“司马门外横贯陪葬墓园的道路”:54—55。
汉光武帝所建原陵在神道两侧建有石刻，为后世效仿。此类石刻称石像生、石仲翁群。由于石刻相对土木结构建筑易留存的特性，成为历代帝陵、王陵的墓地面建筑中，得以长久保存的建筑类型:〡。两汉之后，高等级坟墓也可建神道，并有神道碑:53。
明朝帝陵、王陵神道划分等级，正中间较高路面为“王径”，为王族一脉行走。两边略低的路面是“陪径”，左行文臣，右走武将。明孝陵神道跨越御河，建有“一字五桥”。庄简王陵建有三桥:〡，12。